# 南方熊楠
南方 熊楠（みなかた くまぐす、1867年5月18日〈慶応3年4月15日〉 - 1941年〈昭和16年〉12月29日）は、日本の博物学者・生物学者・民俗学者。
生物学者としては粘菌の研究で知られているが、キノコ、藻類、コケ、シダなどの研究もしており、さらに高等植物や昆虫、小動物の採集も行なっていた。そうした調査に基づいて生態学（ecology）を早くから日本に導入した。
1929年には昭和天皇に進講し、粘菌標品110種類を進献している。
民俗学研究上の主著として『十二支考』『南方随筆』などがある。その他にも、投稿論文、ノート、日記のかたちで学問的成果が残されている。
フランス語、イタリア語、ドイツ語、ラテン語、英語、スペイン語に長けていた他、漢文の読解力も高く、古今東西の文献を渉猟した。言動や性格が奇抜で人並み外れたものであるため、後世に数々の逸話を残している。
柳田國男から「日本人の可能性の極限」と称され、現代では「知の巨人」との評価もある。

## 概説
現在の和歌山県和歌山市に生まれ、東京での学生生活の後に渡米。さらにイギリスに渡って大英博物館で研究を進めた。多くの論文を著し、国内外で大学者として名を知られたが、生涯を在野で過ごした。
熊楠の学問は博物学、民俗学、人類学、植物学、生態学など様々な分野に及んでおり、その学風は、一つの分野に関連性のある全ての学問を知ろうとする膨大なものであり、書斎や那智山中に籠っていそしんだ研究からは、曼荼羅にもなぞらえられる知識の網が生まれた。
1893年（明治25年）のイギリス滞在時に、科学雑誌『ネイチャー』誌上での星座に関する質問に答えた「東洋の星座」を発表した。また大英博物館の閲覧室において「ロンドン抜書」と呼ばれる9言語の書籍の筆写からなるノートを作成し、人類学や考古学、宗教学、セクソロジーなどを独学した。さらに世界各地で発見、採集した地衣・菌類や、科学史、民俗学、人類学に関する英文論考を、『ネイチャー』と『ノーツ・アンド・クエリーズ』に次々と寄稿した。
生涯で『ネイチャー』誌に51本の論文が掲載されており、これは現在に至るまで単著での掲載本数の歴代最高記録となっている。
帰国後は、和歌山県田辺町（現・田辺市）に居住し、柳田國男らと交流しながら、卓抜な知識と独創的な思考によって、日本の民俗、伝説、宗教を広範な世界の事例と比較して論じ、当時としては早い段階での比較文化学（民俗学）を展開した。菌類の研究では新しい種70種を発見し、また自宅の柿の木では新しい属となった粘菌を発見した。民俗学研究では、『人類雑誌』『郷土研究』『太陽』『日本及日本人』などの雑誌に数多くの論文を発表した。

## 来歴
※日付は1872年まで旧暦
慶応3年（1867年）4月15日、和歌山城城下町の橋丁（現・和歌山市）に金物商・雑賀屋を営む南方弥兵衛（後に弥右衛門と改名）、すみの次男として生まれる。南方家は、海南市にある藤白神社を信仰していた。藤白神社には熊野神が籠るといわれる子守楠神社があり、藤白の「藤」と熊野の「熊」そして、この大楠の「楠」の3文字から名前をとると健康で長寿を授かるという風習がある。南方家の子どもたちは、全て藤白神社から名を授けてもらっているが、熊楠は特に体が弱かったため、「熊」と「楠」の二文字を授かった。生家には商品の鍋や釜を包むための反古紙が山と積まれており、熊楠は、反古に書かれた絵や文字を貪り読んで成長した。学問に興味を持ったのも幼年期からで父親の前妻の兄が学文好きだったので、その残した書籍を読んでおり、学校に入る前から大抵の漢字の音訓を諳んじていた。父弥兵衛は熊楠の様子を見て「この子だけは学問をさせようということで、随分学問を奨励して呉れた」と熊楠は語っている。そのため熊楠は就学前に寺子屋に通わせてもらっていた。他にも漢学塾、心学塾にも通っている。
1873年（明治6年）、雄小学校（現、和歌山市立雄湊小学校）が創設され同校に入学。
1874年（明治7年）頃、近所の産婦人科佐竹宅で『和漢三才図会』を初めて見る。数え10歳の時に売りに出ていたものを父にねだったが買ってもらえなかった。
1876年（明治9年）、雄小学校卒業、鍾秀学校に入学。
しかし父からあまり書籍を買ってもらえなかったため、岩井屋・津村多賀三郎から『和漢三才図会』105巻を借覧、記憶しながらの筆写を始める。この他12歳迄に『本草綱目』『諸国名所図会』『大和本草』等をも筆写も本格的に行う。これにより熊楠の生涯にわたり筆写で行なう学問スタイルが培われた。
1879年（明治12年）、和歌山中学校（現、和歌山県立桐蔭高校）が創設され同校に入学。教師鳥山啓から博物学を勧められ、薫陶を受ける（のちに鳥山啓は華族女学校教師となる。行進曲『軍艦』の作詞者として知られる）。5月～7月、『和歌山新聞』の記事の抜粋ノートを作成する。12月、作文「祝文」「火ヲ慎ム文」を書く。
1880年（明治13年）4月、作文「教育ヲ主トスル文」を書く。9月、 英語の本を参考にし、和漢の書籍と見比べて自作の教科書『動物学』を書き上げる。
1882年（明治14年）2月1日、『和漢三才図会』を写し終える。「南方熊楠辞」と題した書き込みは、家族内の問題に悩み「その積もる所終に発して病となり、今に全くは癒えざるぞ憂き」という言葉が見える。春には、父母、弟の常楠とともに高野山金剛峯寺を訪れて、弘法大師一千年忌の名宝展を見る。この目録の筆写を5月23日に作成。

### 上京
1883年（明治16年）、和歌山中学校を卒業し上京。神田の共立学校（現・開成高校）入学。当時の共立学校は大学予備門（のちの東京大学）入学を目指して主として英語によって教授する受験予備校の一校で、クラスメートに幸田露伴の弟の成友らもおり、高橋是清からも英語を習った。この頃に世界的な植物学者バークレイが菌類6,000点を集めたと知り、それを超える7,000点の採集を志し、標本・図譜を作ろうと思い立った。またこの頃、手紙の控えなどから成る備忘録をつけている。
1884年（明治17年）9月、大学予備門に入学。同窓生には塩原金之助（夏目漱石）、正岡常規（正岡子規）、秋山真之、寺石正路、芳賀矢一、山田美妙、本多光太郎などがいた。学業そっちのけで遺跡発掘や菌類の標本採集などに明け暮れる。郷里では、父・弥右衛門が南方酒造（後の世界一統）を創業していた。
1885年（明治18年）1月1日、現在残された日記はこの日から始まり1941年12月の死去までほぼ毎日つけられている。4月、一人で鎌倉から江ノ島に旅行。海辺の動物を採取し、貝類を購入する。4月29日、日記に「余一昨日より頭痛始まり今日なほ已まず」と書き込む。5月12日、大森貝塚を訪れ、土器、骨片を拾う。6月、この頃から翌年にかけて『当世書生気質』『南総里見八犬伝』を一冊ずつ買い足して読んでいる。6月14日、眼病を理由に三学期の試験を欠席することを決定する。7月、日光に旅行。動物、植物、化石、鉱物を採集している。
12月29日　期末試験で代数1課目だけが合格点に達しなかったため落第。予備門を中退。

### 米・英に留学

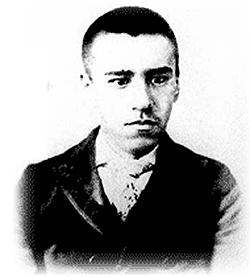
1891年 アメリカ合衆国にて

1886年（明治19年）1月、『佳人之奇遇』4冊を購入。2月、和歌山へ帰郷。4月、羽山繁太郎の誘いを受け日高郡に旅行する。
心機一転し自由な学問ができる新天地を求め留学を決意。当時外国に留学するには莫大な費用がかかったが、その頃の南方家の財力は頂点に達しており問題はなかった。父親は当初熊楠の留学に反対していたものの徐々に熊楠の熱意に理解を示し、最終的に留学を後押ししたという。10月20日より4日間『和歌山新聞』に送別会の広告が掲載される。26日、和歌山市内の松寿亭で送別会が開かれる。参加者は熊楠を入れて16人。このときの熊楠の演説に関しては草稿が残されている。12月22日に横浜港を出航して渡米。船内で中国人乗客と筆談する。
1887年（明治20年）1月8日に米国サンフランシスコ着。パシフィック・ビジネス・カレッジに入学。8月にミシガン州農業大学（ミシガン州ランシング市、現・ミシガン州立大学）入学。当初は商業を学ぶ予定だったが次第に「商買の事」から離れていった。ミシガン州立大学は一流大学であったが、熊楠は大学に入らず、例によって「自分で書籍を買い標本を集め、もっぱら図書館にゆき、曠野林中に遊びて自然を観察す（履歴書）」という生活を送る。
熊楠は邦文のものは当時東京にいた弟の常楠から送ってもらい、英文のものは自ら購入して多くの書物や雑誌を読破していった。

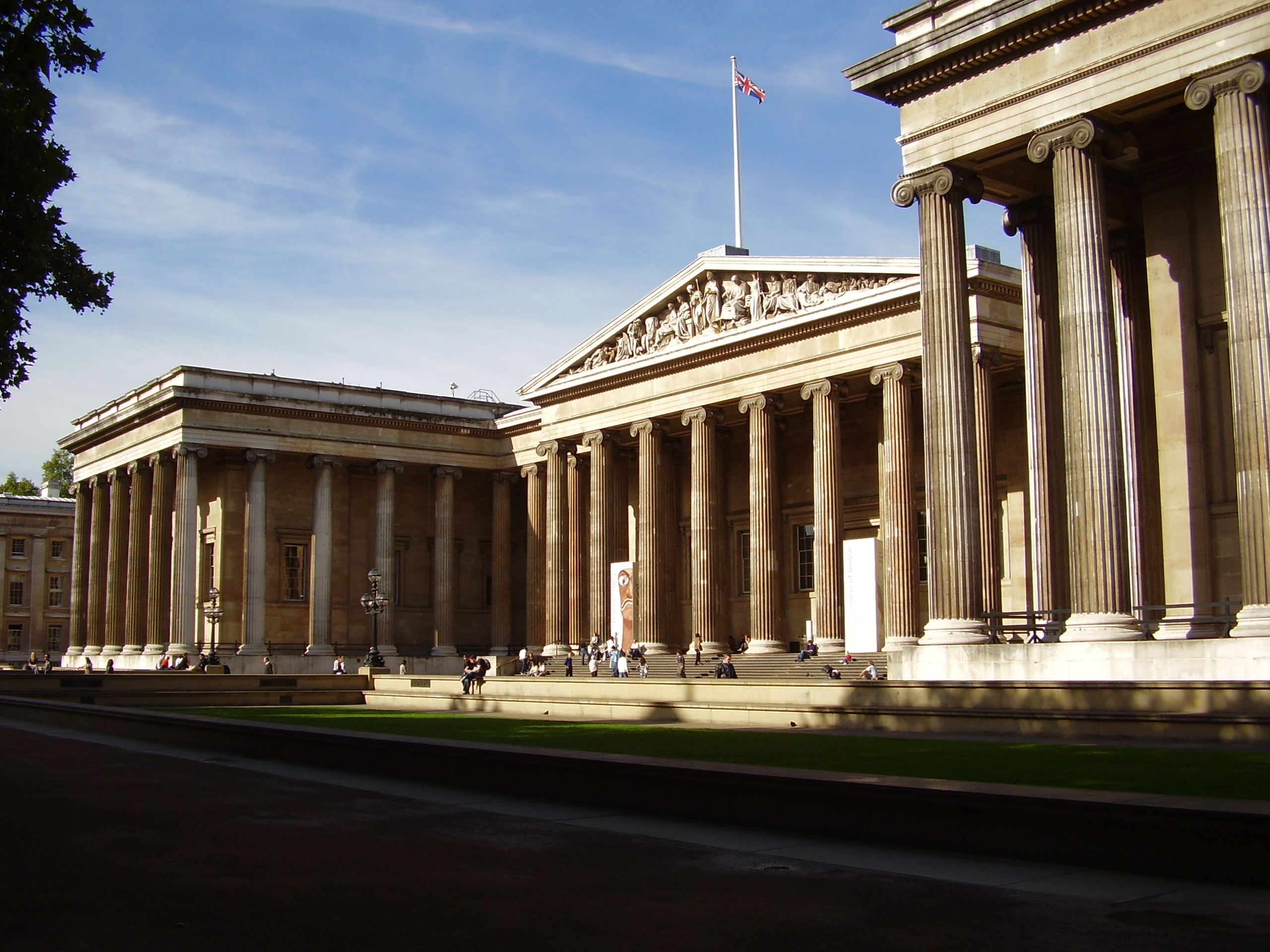
大英博物館

1888年（明治21年）、寄宿舎での飲酒を禁ずる校則に違反して自主退学。ミシガン州アナーバー市に移り、動植物の観察と読書にいそしむ。この間、シカゴの地衣類学者ウィリアム・ワート・カルキンズ(英: William Wirt Calkins)に師事して標本作製を学ぶ。
この採集→整理記載→標本作りという生活スタイルは子供の頃に昆虫や藻などを空の弁当箱に詰めたことに始まって、学生時代、アメリカ放浪記を経て帰国後の那智隠遁棲期、田辺定住、そして晩年まで変わることはなかった。これは自分の病（癇癪など）を自覚した熊楠が自らに施した対症療法であろうと指摘されている。
1889年4月、てんかんの発作がおきる。日記によれば1886年10月以来のこと。8月19日、アナーバーにいるミシガン大学の日本人留学生に回覧するため、熊楠が手書きで発行した一部だけの個人新聞『珍事評論』第1号を発行。第3号まで発行。
1890年3月、プリニウス『博物誌』（ラテン語）を購入する。5月、タイラー『原始文化』、ハーバート・スペンサー『社会学原理』などを購入。5月から11月にかけてヒューロン川の川辺や付近の森林で高等植物、菌類を中心に盛んに採集を行う。12月、シカゴのアマチュア植物学者カルキンスから菌類の標本を送られ、連日、分類目録を作成する。
1891年（明治24年）1月、カルキンスから地衣類60種一箱の標本を送られる。同年5月、フロリダ州ジャクソンヴィル市に移り、生物を調査。中国人の江聖聡が経営する食品店で住み込みで働く。新発見の緑藻を科学雑誌『ネイチャー』に発表、ワシントンD.C.の国立博物館から譲渡してほしい旨の連絡が入る。
7月、ピトフォラ・オエドゴニアを採集する。9月にはキューバに渡り採集旅行。石灰岩生地衣を発見（ウィリアム・カルキンスから標本を送られたウィリアム・ニランデルにより、新種として「Gyalecta cubana（ギアレクタ・クバーナ）」と命名されるが、正式に発表されず）。
1892年（明治25年）1月、フロリダに戻り江聖聡と再び同居。9月に渡英した。日本を飛び出してから6年の歳月が流れ、熊楠は25歳になっていた。9月28日、イギリスで、8月8日に死去した父・弥右衛門の訃報を受ける。
1893年（明治26年）、科学雑誌『ネイチャー』10月5日号に初めて論文「極東の星座」を、同10月12日号に論文「動物の保護色に関する中国人の先駆的観察」を寄稿。オーガスタス・ウォラストン・フランクスと知り合い大英博物館に出入りするようになる。考古学、人類学、宗教学などの蔵書を読みふける日々が続く。
10月30日、自らの生涯にかけがいのない存在となる人物、土宜法龍と巡り合う。仏教を中心とした宗教論、哲学論で熱論を交わす。12月、土宜法龍に対して「事の学」の構想に関する長文の手紙を送る。
1894年（明治27年）、 『ネイチャー』5月17日号に論文「コムソウダケに関する最古の記録」を、12月27日号に論文「『指紋』法の古さについて1」を寄稿。これらの論文はいずれも熊楠の中に蓄積された和漢の知識を駆使して書かれたものである。いわば「東洋の知」をもって英国の学会に切り込んだのである。こうした一連の仕事によって熊楠の名は英国の識者たちに知られるようになった。
1895年（明治28年）、フレデリック・ヴィクター・ディキンズと知り合う。大英博物館で東洋図書目録編纂係としての職を得る。『ネイチャー』6月27日号に論文「網の発明」を寄稿。またこの年の4月より「ロンドン抜書」を開始する。

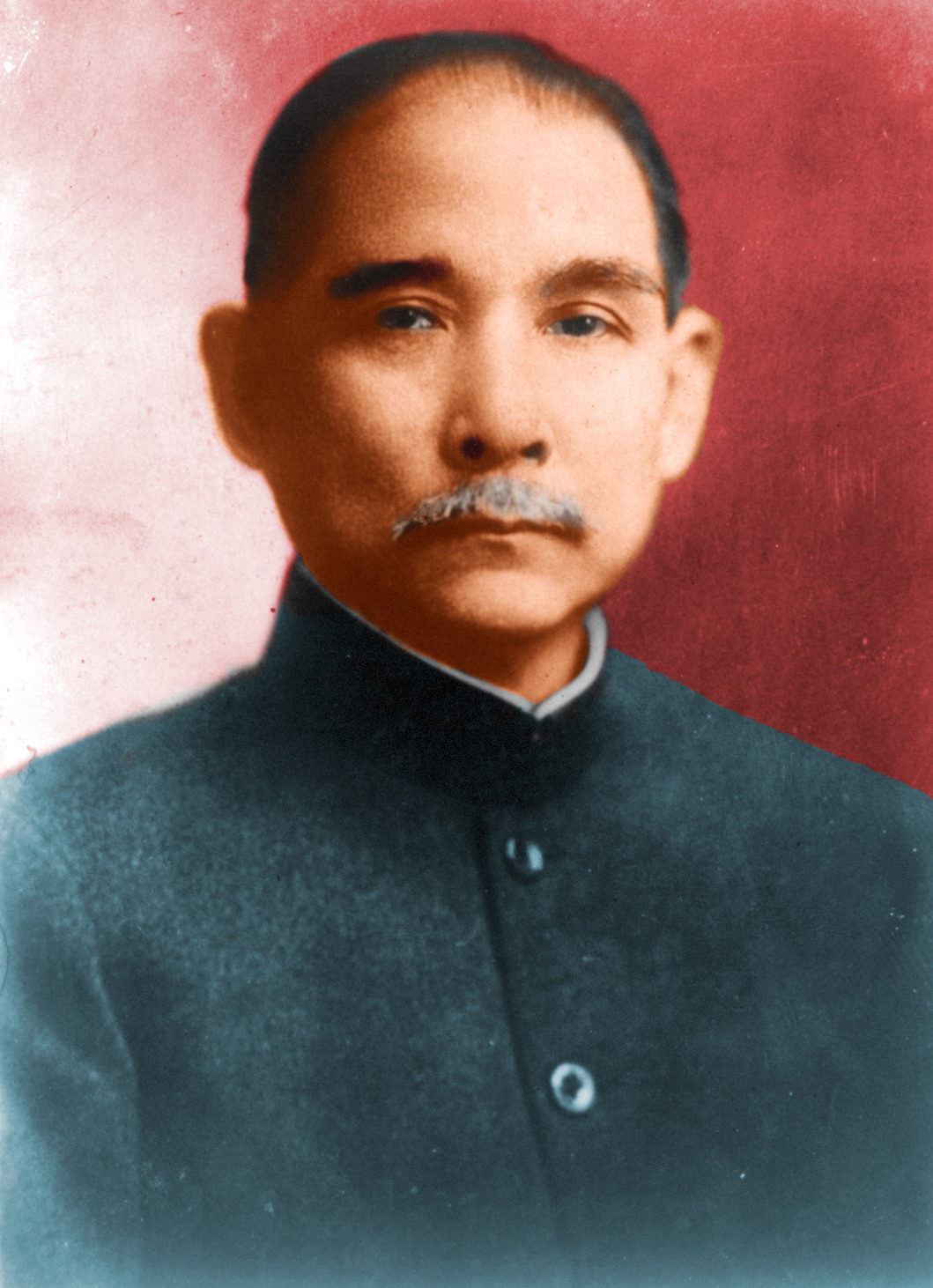
孫文

1896年（明治29年）2月27日に母・すみが亡くなった。『ネイチャー』2月6日号に論文「驚くべき音響1」を寄稿。
1897年（明治30年）1月、シュレーゲルに落斯馬（ロスマ）のことについて手紙を送る。このあといわゆる「ロスマ論争」に発展。 3月、ロンドンに亡命中の孫逸仙（孫文）と知り合い、親交を始める（孫文32歳、熊楠31歳）。6月、熊楠の日記中に孫文が友情のしるしとして「海外逢知音」を書き付ける。
11月8日、大英博物館で日本人への人種差別を受け暴力事件を起こす。12月、大英博物館より入館証を返してもらい読書を再開する。
1898年12月夕方、大英博物館図書室の閲覧室で女性の高声を制し、監督官との口論の末、追い出される。14日、大英博物館から追放の通知を受ける。
1899年1月31日、常楠よりの手紙を読み「此夜不眠」。仕送りを当年限りで打ち切るという内容の前年12月21日付の常楠書簡が残されており、このことかと思われる。3月、南ケンジントン博物館での日本書の題号翻訳の仕事を始める。6月3日付の『N&Q』に同誌初めての投稿「神童」が掲載される。

### 紀南、植物採集・研究
1900年（明治33年）10月15日、14年ぶりに日本に帰国。大阪の理智院（大阪府泉南郡岬町）、次いで和歌山市の円珠院に居住する。翌1901年（明治34年）、孫文が和歌山に来訪し、熊楠と再会して旧交を温める。
1902年（明治35年）、熊野にて植物採集。採集中に小畔四郎と知り合う。田辺を永住の地と定める。多屋勝四郎らと知り合う。『ネイチャー』7月17日号に論文「ピトフォラ・オエドゴニア」を寄稿。12月、プルタルコス『対比列伝』英訳の読書を再開する。ルソー『告白』をフランス原書で読み始める。
1903年（明治36年）、論文『燕石考』完成。『ネイチャー』4月30日号に論文「日本の発見」を、7月30日号に論文「ホオベニタケの分布」を寄稿。7月18日付の土宜法龍宛の手紙の中にいわゆる「南方マンダラ」の図を描き、「いずれの方よりも事理が透徹して、この宇宙をなす」ことを説明する。8月8日、この日付の土宜法龍宛の手紙の中で、引き続き独自の曼荼羅の思想について説明する。
1904年（明治37年）、田辺に家を借りる。2月、マイアーズの『人格とその死後存続』を読み始める。5月、ヒルシュの『天才と退行』を読み始める。カービーの『エストニアの英雄』を読み始める。
1905年（明治38年）4月より夜寝る前にシェイクスピア全集を読むことを日課とし、興が乗ると翌日朝にも続けて読んだ。日記に掲載されているだけでも23作品をこの時期に読破している。6月、ディキンズとの共訳『方丈記』の掲載された『王立アジア協会雑誌』1冊と抜刷11冊が送られる。
1906年（明治39年）2月、アーサー・リスターからジェップを通じて熊楠の送った47種の日本産変形菌の同定に関する手紙が送られる。7月、 田辺の闘鶏神社宮司田村宗造の四女松枝と結婚（熊楠40歳、松枝28歳）。6月、タブノキ（クスノキ科）の朽ち木から採集した粘菌の一種が新種として記載された。熊楠が発見した10種の新種粘菌のうち最初のもの。
1907年（明治40年）、前年末発布の神社合祀令に対し、神社合祀反対運動を起こす。6月24日に長男熊弥誕生。2月8日より「田辺抜書」を開始する。田辺図書館、田辺中学、法輪寺、闘鶏神社などで借りた本の妙写。9月、バートン版の『アラビアン・ナイト』12冊(英文)を購入し、就寝前に読み耽る。
1908年（明治41年）、『ネイチャー』11月26日号に論文「魚類に生える藻類」を寄稿。
1909年（明治42年）9月 、新聞『牟婁新報』に神社合祀反対の論陣を張る。

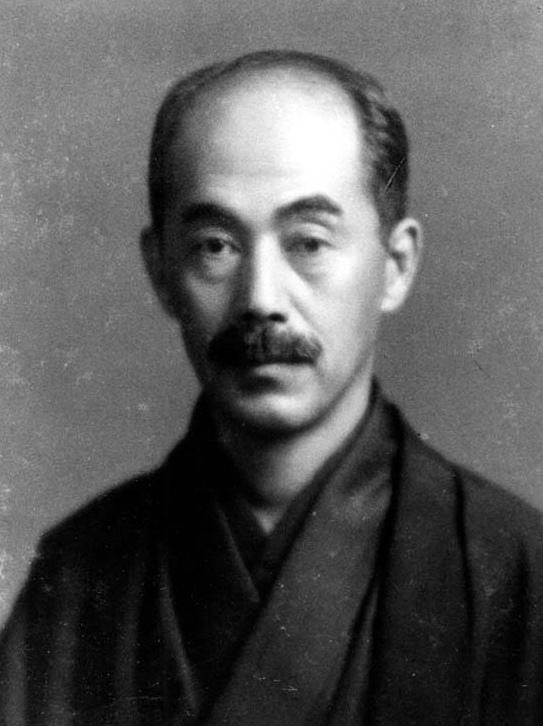
柳田國男（1940年頃）

1910年（明治43年）、紀伊教育会主催の講習会場に酩酊状態で押し入り、翌日、家宅侵入で逮捕。監獄で新種の粘菌を発見したという。『ネイチャー』6月23日号に論文「粘菌の変形体の色1」を寄稿。
1911年（明治44年）、柳田國男との文通が始まり、1913年まで続いた。8月7日、この日付の柳田國男宛書簡で「植物棲態学 ecology」という言葉を用いる。11月12日柳田宛書簡では「エコロジー」、11月19日川村竹治宛書簡でも「エコロギー」という言葉を用いている。9月、柳田が『南方二書』を出版。10月13日、長女文枝誕生。
1912年（明治45年／大正元年）、田辺湾神島（かしま）が保安林に指定される。
1913年（大正2年）、柳田國男が田辺に来て熊楠と面会する（熊楠47歳、柳田39歳）。この時、熊楠は緊張のあまり酒を痛飲し、泥酔状態で面会したという。この時の模様は晩年の柳田による回想「故郷七十年」に詳しい。柳田は親友：松本烝治を伴って熊楠宅を訪れた。前述のように熊楠は泥酔していた。そして松本に対して「こいつの親爺は知っている、松本荘一郎で、いつか撲ったことがある」というようなことをいい出した。 ただし「故郷七十年」によると面会は1911年になっている。
1914年（大正3年）、1月から1923年11月まで『太陽』に「十二支考」を連載。『ネイチャー』1月15日号に論文「古代の開頭手術」を寄稿。なお同年には第一次世界大戦が始まった。
1915年（大正4年）、アメリカ農務省の植物学者スウィングルが田辺を来訪し、神島を共同調査。『N&Q』に「戦争に使われた動物」を掲載。
1916年（大正5年） 、田辺に常楠（弟）の名義で家を買う。7月9日、自宅の柿の木で粘菌新属を発見。
1917年9月頃よりロシア語を独習し始める。雑誌に「ミイラについて」を掲載。11月頃から「馬に関する民俗と伝説」について調べ始める。
1918年5月頃、盛んに松葉蘭の研究と文通を行う。12月、「蛇に関する民俗と伝説」の執筆を始める。
1919年9月24日、『大阪毎日新聞』に7回にわたって「百科学者」と題した熊楠の伝記が掲載される。
1920年（大正9年）2月、『集古』庚申一号に「なぞなぞ」を掲載。8月、土宜法龍の招きで小畔四郎らと高野山の菌類などを調査する。
1921年（大正10年）、粘菌新属を“ミナカテルラ・ロンギフィラ”（Minakatella longifila、「長い糸の南方の粘菌」の意。現在の標準和名はミナカタホコリ）と命名される。命名者はロンドン自然史博物館の粘菌学者グリエルマ・リスターであった。2月、『現代』に「桑名徳蔵と橋抗岩の話」を掲載。また同誌7号から「鳥を食うて王となった話」を連載。
4月26日、南方植物研究所の発起人について、その後の追加を含めて原敬総理大臣以下28名の名前が『牟婁新報』に掲載される。9月、「蠍の生きたのが来着」連載。10月、第2回の高野山訪問。12月、「犬に関する民俗と伝説」の執筆を始める。
1922年（大正11年）、南方植物研究所設立資金募集のため上京。多くの名士、知人と面会する。7月、日光に採集旅行。11月、植物研究所の基金が集まったことを理由に常楠が仕送りを停止する。
1923年4月、『N&Q』への投稿論文「鷲石考」を書く。9月、リスター宛てに日本産粘菌141種の目録を送る。
1924年3月頃、バートン版『アラビアン・ナイト』を連日読み、索引を追補。5月、「十二支考」等の論文の版権料として中村古峡から500円を半金として受け取る。
1925年（大正14年）、長男熊弥が精神異常を発症し、入院のち自宅療養。6月、「人柱の話」を連載。
1926年（大正15年／昭和元年）2月、『南方閑話』が刊行。5月、『南方随筆』刊行。イタリアの菌類学者ブレサドラ大僧正（ジアコーモ・ブレッサドーラ）の『菌図譜』("Iconographia Mycologica")の出版に際し、名誉委員に推される。11月、熊楠が品種選定した粘菌標品37属90点を東宮（のちの昭和天皇）に進献する。
1927年、「現今本邦に産すと知れた粘菌種の目録」と「「田辺名物考」について」掲載。10月、『彗星』に「続『一代男輪講』の掲載を開始。以後、三田村鳶魚らの『西鶴輪講』に対する多数の注釈を同誌に発表。
1928年10月、妹尾官林で植物の採集と図記を行なう。
1929年（昭和4年）6月1日、 紀南行幸の昭和天皇に田辺湾神島沖の戦艦「長門」艦上で進講。粘菌標本を天皇に献上した。進講の予定は25分間であったが、天皇の要望で5分延長された。献上物は桐の箱など最高級のものに納められるのが常識だったが、開けやすくするため熊楠はキャラメルの大きな空箱に入れて献上した。
1930年（昭和5年）6月、天皇行幸を記念して自詠自筆の記念碑を神島に建立する。植物採集減る。
1933年、「今井君の「大和本草の菌類」に注記す」を掲載。
1934年、『ドルメン』に「地突き唄の文句」を連載。11月、神島の植物を調査し、「田辺湾神島顕著樹木所在図」を作製する。
1935年（昭和10年）8月、神島に渡って久邇宮多嘉王と妃・息子に講話する。12月24日、 神島が国の天然記念物に指定される。
1936年、『牟婁新聞』に「新庄村合併について」を連載。
1939年、「訳本『源氏物語』の普及について」を『日本』に12回連載する。
1940年（昭和15年）11月10日、学術功労者として東京での紀元二千六百年記念式典への招聘を受けるが、歩行不自由の理由で断る。
1941年（昭和16年）12月29日、自宅にて永眠。死因は萎縮腎であった。満74歳没（享年75）。田辺市稲成町の真言宗高山寺に葬られた。

## 昭和天皇への進講
1929年（昭和4年）6月1日に昭和天皇を神島に迎え、「長門」艦上で進講（天皇の前で学問の講義をすること）を行なった。
昭和天皇は皇太子時代から一貫して生物学に強い関心を持ち、とりわけ興味を示したのが、海産生物のヒドロ虫と粘菌（変形菌）の分類学的研究であった。
熊楠の粘菌学の一番弟子であった小畔四郎は昭和天皇の博物学等の担当者・服部広太郎の甥の上司という関係で、服部から生物学講義のための粘菌の標本を見たいとの依頼を受けた。1926年2月、小畔から熊楠に手紙で、この機会に粘菌標本を40-50種類献上してはと相談した。これに対し、熊楠は37属90点を、目録・表啓文・二種の粘菌図譜とともに11月10日に進献した。この90点は日本の粘菌を研究する上で基本となる種を網羅する目的で選ばれた。
1929年3月5日、服部広太郎が熊楠邸を来訪して仮定の形で進講を打診。4月25日、進講の決定を知らせる服部広太郎の手紙が届く。
1929年6月1日午前8時、御召艦長門が田辺湾に姿を現す。熊楠は正午過ぎ田辺から漁船に乗り神島近海で待っていた。天皇は午後5時30分に採取していた畠島から長門に帰艦し、熊楠の進講を受ける。
熊楠はウガ、地衣グアレクタ・クバナ、海洞に棲息する蜘蛛、ナキオカヤドカリ、隠花植物標本帖、菌類図譜、粘菌標本を持参。この内、蜘蛛、ナキオカヤドカリ、粘菌標本を献上した。粘菌標本は110点にのぼり、先の進献で漏れた普通種と稀産種、変種が中心で増補するのが目的だったと思われる。入れた箱は大きなボール紙製の森永キャラメル箱に入れて献上した。これは蓋が開けやすいためといわれてるが、自ら持参するのに軽いものを選んだとも考えられる。
熊楠が所持した標本は国立科学博物館に寄贈され、今は筑波実験植物園にある。
一周年の1930年6月1日に行幸記念碑が神島に建立された。
1962年、白浜を訪れた昭和天皇は雨が降っている田辺湾に浮かぶ神島を見て思いを馳せ、熊楠との一期一会を懐かしみ
「雨にけふる神島を見て紀伊の国の生みし南方熊楠を思ふ」
と詠まれた。その和歌が刻まれた御製碑は、1965年に設立された南方熊楠記念館の前庭に立っている。

## 学問

### 生物学
熊楠は博物学者として紹介されることが多いが、時代としては既に博物学は解体されており、熊楠の活動はその面では完全に植物学の分野に収まる。熊楠の専門分野はいわゆる隠花植物である。東京時代にアメリカのカーチスという学者が生涯に菌類を6000点収集したとの話を聞いて、自分は7000点を集めることを決心したとの逸話がある。
しかしながら、熊楠が生涯で最も時間をかけていたのは、実は顕花植物の収集であったらしい。渡米前には日光などで、またアメリカでも各地で植物採集を行い、帰国後は和歌山県南部の各地で多量の植物採集を行い、それらの標本は、保存状態はともあれ、多くが残されている。初期のものは台紙に張った正式な押し葉標本の形に整えられているものが多いが、後期のものの多くは新聞紙に挟まれただけである。またいくつかには詳細な書き込みや細部の図がつけられており、そのようなものからも彼がしっかりとした植物学者としての知識を持っていたことがうかがえる。ただし、熊楠自身は高等植物に関して専門家であると発言していない。しかし、自然保護運動にせよ、隠花植物の研究にせよ、高等植物に関する知識がその下地を作っていたのであろう。
熊楠については粘菌のことが取り上げられることが多いが、熊楠自身は隠花植物全般を専門にしていた。熊楠は非常に多くの標本を作製し、それらを図として残した。
淡水藻類についても多くのプレパラート標本が作られたのはわかっている。ただし、この分野については熊楠が発表したものも少なく、また標本の保存もよくないため、詳しいことはわかっていない。
菌類のうち、キノコについても熊楠は多くの努力を費やした。乾燥標本も多く作成したが、熊楠はキノコの彩色図に専門的な記載文をつけたものを3,500枚も作成した。熊楠の標本を検討した粘菌学者の萩原博光はこれについて「南方ほど多くの図と記載文を残した研究者は少ないだろう」と述べているという。
粘菌については、熊楠は古くから関心を持っていたのは間違いないが、初期にはむしろ植物や淡水藻類に努力を傾けており、標本の様子などから見て、その精力が注がれたのは田辺に居を定めてからであるらしい。熊楠は6,000点以上の変形菌の標本を残し、数度にわたって変形菌目録を発表した。熊楠が発見した新種は10種ほどがあり、中でもミナカタホコリには熊楠の名が残されたことでよく知られる。しかし、萩原は熊楠の先進性を別のところに認めている。ミナカタホコリは生きた樹木の樹皮に発生するもので、このような環境に生息する変形菌の研究は1970年代以降に注目されるようになったものであり、また1990年代に注目されるようになった冬季に発生する粘菌にも熊楠が注目していたことがわかっている。

#### 評価
このように、広範囲の分野に多くの研究を行っており、その残されたものから判断すると、熊楠が高度な専門家であったことは間違いない。しかしながら、熊楠はこれらの分野において、ほとんど論文を発表していない。これは、出版された論文をもって正式な業績と見なす科学の世界では致命的である。たとえば粘菌の分野では、熊楠は数度にわたって目録を発表しており、熊楠以前には日本から36種しか記録されていなかった日本の粘菌相に178種を追加した。これだけでも熊楠は変形菌研究の歴史に大きな名を残している。しかし、例えば熊楠は「新種」を記載してはおらず、熊楠の手による新種は、全て他の研究者によって発表されたものである。これはキノコの分野でも同じであり、そういった観点からは、熊楠に対しては「優れた観察者およびコレクター」（萩原(1999),p.245）という評価しかできない。
国立科学博物館筑波実験植物園植物研究部長の細矢剛は、『菌類図譜』について「記載方法が自己流で内容にもムラがある」ため生物学的な価値は高くないと指摘しつつ、においや味についても書き込んでいるのは熊楠自身のためのデータベース的な役割だったのではないかと推測し、文化的価値を認めている。ワタリウム美術館館長の和多利恵津子は『南方熊楠菌類図譜』（新潮社）においてアート作品としての面を評価している。
『ネイチャー』誌に掲載された論文の数は約50報、日本人最高記録保持者となっている。
これについては、熊楠が目指していた菌類図説がもし発表されていれば、また評価は違ったかも知れない。ただ、熊楠自身の残したメモや日記、手紙類から、熊楠の学問について推測するための努力は今も続けられている。

### 論文
熊楠の手による論文はきちんとした起承転結が無く、結論らしき部分がないまま突然終わってしまうこともあった。また、扱っている話題が飛び飛びに飛躍し、隣人の悪口などまったく関連のない話題が突然割り込んでくることもあった。更に猥談が挟み込まれることも多く、柳田國男はそうした熊楠の論文に度々苦言を呈した。しかし、思考は細部に至るまで緻密であり、一つ一つの論理に散漫なところはまったくなく、こうした熊楠の論文の傾向を中沢新一は研究と同じく文章を書くことも熊楠自身の気性を落ち着かせるために重要だったためと分析している。「熊楠の文章は、異質なレベルの間を、自在にジャンプしていくのだ。（中略）話題と話題がなめらかに接続されていくことよりも、熊楠はそれらが、カタストロフィックにジャンプしていくことのほうを、好むのだ。」「文章に猥談を突入させることによって、彼の文章はつねに、なまなましい生命が侵入しているような印象があたえられる、（中略）言葉の秩序の中に、いきなり生命のマテリアルな基底が、突入してくるのだ。このおかげで熊楠の文章は、ヘテロジニアスな構造をもつことになる。」と分析。「こういう構造をもった文章でなければ、熊楠は書いた気がしなかったのだ。手紙にせよ、論文にせよ、なにかを書くことは、熊楠の中では、自分の大脳にたえまなく発生する分裂する力に、フォルムをあたえ満足させる、という以外の意味をもっていなかったからだ。」と考え、また熊楠の文体構造の特徴を「マンダラ的である」とも語り、「マンダラの構造を、文章表現に移し変えると、そこに熊楠の文体が生まれ出てくる。」とも述べている。

## 南方マンダラ
1903年7月18日に土宜法龍との書簡の中で記されたマンダラ。書簡の中で図で記されている。この図において熊楠は多くの線を使って、この世界は因果関係が交錯し、更にそれがお互いに連鎖して世界の現象になって現れると説明した。
概要は、わたしたちの生きるこの世界は、物理学などによって知ることのできる「物不思議」という領域、心理学などによって研究可能な領域である「心不思議」、そして両者が交わるところである「事不思議」という領域、更に推論・予知、いわば第六感で知ることができるような領域である「理不思議」で成り立ってる。そして、これらは人智を超えて、もはや知ることが不可能な「大日如来の大不思議」によって包まれている。「大不思議」には内も外もなく区別も対立もない。それは「完全」であるとともに「無」である。この図の中心に当たる部分（イ）を熊楠は「萃点（すいてん）」と名付けている。それは様々な因果が交錯する一点である熊楠によると、「萃点」からものごとを考えることが、問題解決の最も近道であるという。
熊楠の考えるマンダラとは「森羅万象」を指すのである。それは決して観念的なものではない。今ここにありのままに実体として展開している世界そのものにある。

## 自然保護運動
熊楠は自然保護運動における先達としても評価されている。
1906年（明治39年）末に布告された「神社合祀令」によって土着の信仰・習俗が毀損され、また神社林（いわゆる「鎮守の森」）が伐採されて固有の生態系が破壊されてしまうことを憂い、翌1907年（明治40年）から神社合祀反対運動を起こした。
特に、田辺湾の小島である神島の保護運動に力を注いだ。結果としてこの島は天然記念物に指定され、後に昭和天皇が行幸する地となった。熊楠はこの島の珍しい植物を取り上げて保護を訴えたが、地域の自然を代表する生物群集として島を生態学的に論じたこともあり、その点で極めて先進的であった。

この運動は自然保護運動、あるいはエコロジー活動の先がけとして高く評価されており、2004年（平成16年）に世界遺産（文化遺産）にも登録された熊野古道が今に残る端緒ともなっている。

## 記憶力
熊楠は子供の頃から、驚異的な記憶力を持つ神童だった。また常軌を逸した読書家でもあり、蔵書家の家で100冊を超える本を見せてもらい、それを家に帰って記憶から書写するという卓抜した能力をもっていた。
この伝説については、一部分を丸暗記して筆写した可能性はあるが、105巻すべてをそのまま記憶して筆写したというのは虚構である。むしろ本を借りてきて写し書くことによって内容を隅から隅まで記憶していったというのが正確だろう。
熊楠は自身の記憶法については土宜法龍（真言宗僧侶）に書簡で述べている。それを簡単にまとめると以下のようになる。
1. 自分の理解したことを並べて分類する。
2. 分類したまとまりを互いに関連させ連想のネットワークを作る。
3. それらを繰り返す。

日本の雑誌に論考を発表するようになってからも、必要なデータがどの本のどのページにあるか記憶していて、いきなりそのページをぱっとあけたり、原稿を書くときも、覚えていることを頭の中で組み立ててすらすらと書いていった。
蔵の中へ出たり入ったりしていてどこに何ページということはちゃんと覚えていた。よく「何ページにあるとおもったら、やっぱりあった」と言って喜んでいた。
田辺在住の知人野口利太郎は熊楠と会話した際、“某氏”の話が出た。熊楠は即座に「ああ、あれは富里の平瀬の出身で、先祖の先祖にはこんなことがあり、こんなことをしていた」ということを話した。野口は「他処の系図や履歴などを知っていたのは全く不思議だった」と述べている。
元田辺署の署長をした小川周吉が巡査部長をしていた頃、南方を色々調べたことがあった。その後、熊楠と一緒に飲んだが、他へ転任して20年ほど経って今度は署長として田辺へ着任した時、挨拶に行ったところ熊楠は小川の名前を覚えていたどころか、飲んだ席にいた芸者の名前や原籍まで覚えていて話したという。旧制中学入学前に『和漢三才図会』『本草綱目』『諸国名所図会』『大和本草』『太平記』を書き写した筆写魔（ただし『和漢三才図会』のみは筆写完了は旧制中学在学中）であり、また、旧制中学在学中には漢訳大蔵経を読破したといわれるが、研究が進展した現在、伝記を著した唐澤太輔は、南方が『華厳経』そのものを読んでいた形跡がないことを指摘しており、また友人土宜法龍は「仏教の有名な寓話（譬喩）を無理やり持ち出してきているだけで、教理をしっかり押さえていない（大意）」と批判指摘している 。
さすがの熊楠も老化には勝てず、晩年は記憶力低下に対して様々な策を講じていた。本の内容を即座に検索できる索引の作成、自身の発表していた和文論文の利用。さらにどうしても思い出せないときは知人に手紙を宛てて文献の出典などを聞いていた。

夜中の離れの書斎で独り言を言っていた。夜通し喋っており「このぐらいのことがおぼえられませんかね、バカやろう」「南方先生はバカだから」と言っていた。晩年はさすがに覚えていても忘れて、それを涙をこぼして歯がゆがった。「どうしてこんなことになったのかな」といった。

## 語学力
語学には極めて堪能で、十数言語（ときに、二十数言語）解したと言われる。中でも英語、フランス語、ドイツ語、イタリア語、ラテン語、スペイン語について、専門書を読み込む読解力を有していた。また、ギリシア語、ロシア語などに関しても、ある程度学習したと考えられる。ただし、話したり書いたりしていることが確かめられる外国語は英語のみであり（参考文献では他言語も引用していた）、十数言語を「自由に操った」というのは伝説と考えられる。
語学習得の極意は「対訳本に目を通す、それから酒場に出向き周囲の会話から繰り返し出てくる言葉を覚える」の2つだけであった。
英語運用能力が知識人として十分であったことは大英博物館スタッフや文学者アーサー・モリソンを含むイギリス知識人との交友や、『全集』の400ページに及ぶ英語論文が示している。
フランス語も著作での引用から、多数の文献を読みこなすに十分な読解力があったと評価してよい。
ドイツ語、イタリア語、スペイン語はいずれも「ロンドン抜書」での筆写量はそれなりの量に及ぶが、論述での利用はかなり少なくなる。
サンスクリット語については、熊楠の知識が土宜法龍との出会いを取り持った可能性がある。
ロンドン大学事務総長の職にあったフレデリック・ヴィクター・ディキンズは『竹取物語』を英訳した草稿に目を通してもらおうと、熊楠を大学に呼び出す。熊楠はページをめくるごとにディキンズの不適切な翻訳部分を指摘し、推敲するよう命じる。日本語に精通して翻訳に自信を持っていたディキンズは、30歳年下の若造の不躾な振る舞いに「目上の者に対して敬意も払えない日本の野蛮人め」と激昂。熊楠もディキンズのこの高慢な態度に腹を立て、「権威に媚び、明らかな間違いを不問にしてまで阿諛追従する者など日本にはいない」と怒鳴り返す。その場は喧嘩別れに終わるが、しばらくして熊楠の言い分に得心したディキンズは、それから終生、熊楠を友人として扱った。

## 人物

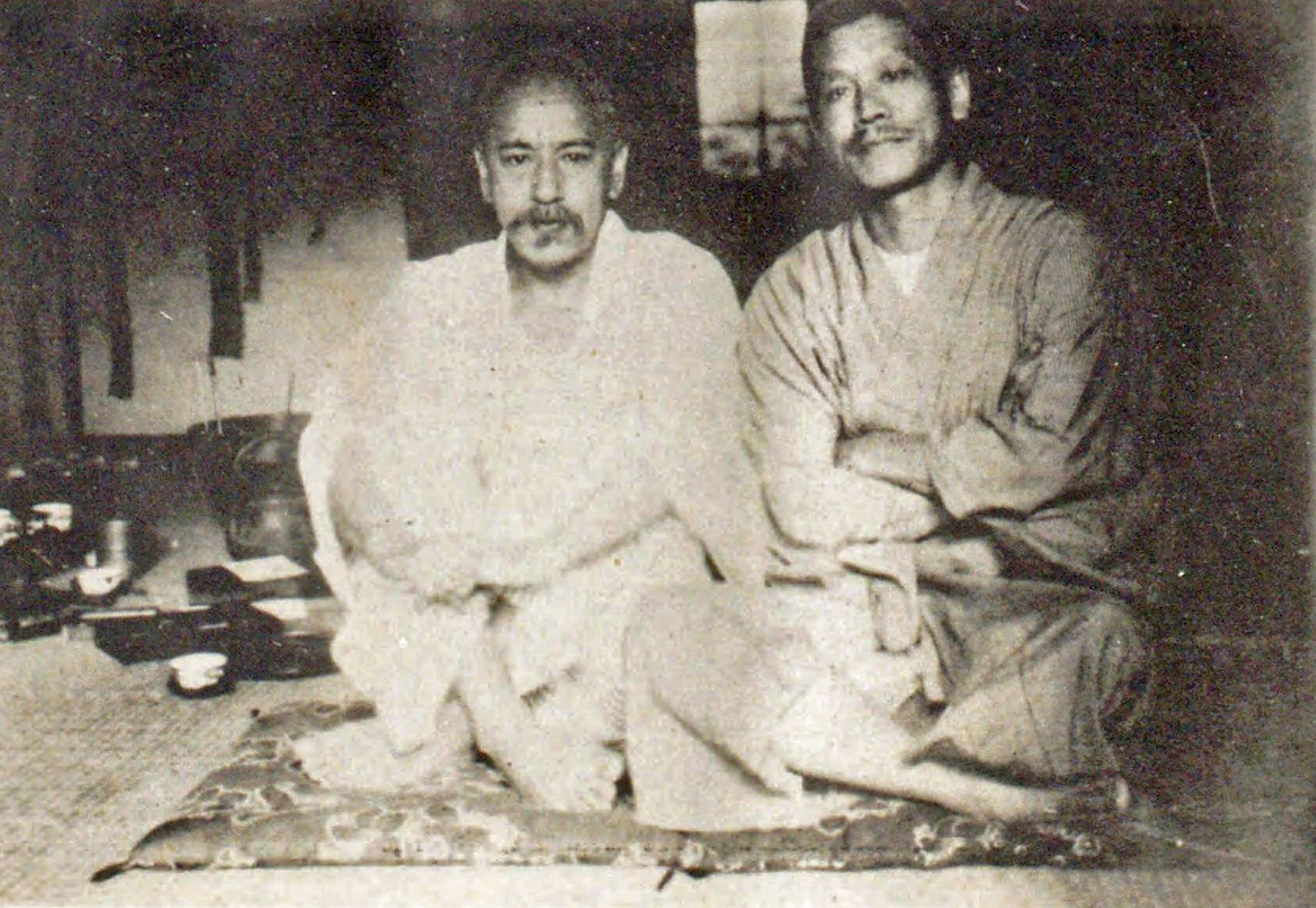
南方熊楠と一番弟子の小畔四郎。（大正4年）

- 奇行が多かったことで知られる。異常な癇癪持ちであり、一度怒り出すと手がつけられないほど凶暴になると、両親など周囲の人々は熊楠の子供時代から頭を抱えていた。熊楠も自分のそういった気性を自覚しており、自分が生物学などの学問に打ち込むことは、それに熱中してそうした気性を落ち着かせるためにやるものだと、柳田國男宛の書簡で書いている。
- 多汗症から、薄着あるいは裸で過ごすことが多かった。田辺の山中で採集を行った際、ふんどしだけの裸で山を駆け下り、農村の娘たちを驚かせたために「てんぎゃん」（紀州方言で天狗のこと）と呼ばれたという話も残る。
  - 裸になるのは6月頃から9月半ばまでだった。裸は裸でも普通の人とは違い、盛夏には邪魔になるものは全部取り除け、一糸まとわぬ、それこそ生まれたままの姿になった[36]。
- 渡米の前に「僕もこれから勉強をつんで、洋行すましたそのあとは、降るアメリカをあとに見て、晴るる日の本立ち帰り、一大事業をなしたのち、天下の男といわれたい」という決意の都々逸を残している。この留学は徴兵で子供を失うことを危惧していた父と、徴兵による画一的な指導を嫌った熊楠との間で利害の一致を見たために実現したと考えられている。
- 幼少のころは興味のない科目には全く目を向けず散漫な態度を教師に叱られ、大学時代も勉学に打ち込む同級生を傍目に「こんなことで一度だけの命を賭けるのは馬鹿馬鹿しい」と大学教育に見切りをつける。
- 猫好きであったことで有名。ロンドン留学から帰国後、猫を飼い始める。名前は一貫してチョボ六。ロンドン時代は、掛け布団がわりに猫を抱いて寝ていたという。のちに妻となる松枝に会う口実として、何度も汚い猫を連れてきては猫の体を松枝に洗ってもらった。
- 熊楠は、柳田國男にジョージ・ゴム（英語版）（George Laurence Gomme）編『The handbook of folklore（民俗学便覧）』を貸している。これは、日本の民俗学の体系化に大きな影響を与えることとなった。
- ホメロスの『オデュッセイア』が中世日本にも伝わり、幸若舞などにもなっている説話『百合若大臣』に翻案されたという説を唱えた。
- 生涯定職に就かなかったためにろくに収入がなく、父の遺産や造り酒屋として成功していた弟・常楠の援助に頼りっきりだった。常楠は、奇行が多い上に何かにつけて自分に援助を求めてくる兄を快く思っておらず、研究所設立のため資金集めをしていたときに遺産相続の問題で衝突して以降、生涯絶縁状態になった。熊楠が危篤の際には電報を受けて駆けつけたが、臨終には間に合わなかった。
- 口から胃の内容物を自在に嘔吐できる反芻胃を持つ体質で、小学校時代もケンカをすると“パッ”と吐いた[39]。そのため、ケンカに負けたことがなかったという。
- 蔵書家ではあったが、不要な本はたとえ贈呈されたものであっても返却したという。また、「学問は活物（いきもの）で書籍は糟粕だ」[40]とのことばも残している。ただし、残されている蔵書のほとんどはシミ一つなく色褪せない状態で保存されているという[41]。
- 酒豪であり、友人とともに盛り場に繰り出して芸者をあげて馬鹿騒ぎをするのが何よりも好きだった。酔って喧嘩をして警察の世話になるなど、酒にまつわる失敗も少なくなかった。
- 江戸川乱歩や岩田準一とともに男色（衆道）関連の文献研究を熱心に行ったことでも知られている。戦前の日本では男色行為は決して珍しいことではなかったが、熊楠自身にそういった経験があったかどうかは不明である。
- 当時の人間にしては珍しく、比較的多くの写真が残っているため、写真に撮られるのが好きだったといわれている。
- 臨終の際、医者を呼ぶかと問われると「紫の花が消えるから」と拒否したという[42]。
- 熊楠の脳は大阪大学医学部にホルマリン漬けとして保存されている。熊楠本人は幽体離脱や幻覚などを度々体験していたため、死後自分の脳を調べてもらうよう要望していた。MRIで調べたところ右側頭葉奥の海馬に萎縮があり、それが幻覚の元になった可能性があるといわれる。
- 甘いもの、特にあんパンが好物で、好きな人にもよくあげたという。近所の子供にもあげていた[36]。
- 初対面の人や大勢の前で話すのが不得手で羞恥・恐怖心をまぎらすためビールを鯨飲したが昭和には酒を止めた。娘の文枝によれば、深酒して孫文の手紙を騙しとられたのが理由と述べている。タバコはゴールデンバットや吸い口のついた敷島だった。ブランチはバターを塗った食パンが中心だった。他に好物はニラの味噌汁、肉類（特にステーキ）、ウナギの蒲焼き、鶏のレバー、空豆の醤油煮、鶏の天ぷら。苦手なものは刺身で、理由は寄生虫を心配したため[43]。
- 徹夜のときはアンパン6つと決まっていた[36]。
- 洋服は最初のボタンをかけ違えば最後までうまく合わないからと嫌って、四季を通じて和服だった[36]。
- 風呂が好きだった。ぬるめの湯船に目をつむって長時間過ごすのが常だった。何か構想を練るときの憩いの場所であった。二時間ぐらい入っていた。気に入った人がくると自分が風呂に入っているときは、風呂のところにたたせてぬくもりながら二時間ぐらい話していた[36]。
- 朝8時に研究室から出て寝室に入り、夕方6時に熟睡から覚めて研究室に入る夜型の生活を送っていた。このため昼間の訪問客は常に門前払いをされており、人間嫌いと評されていた[44]。

## エピソード
- 手紙でも原稿などを書き出したら決して反故にせず、書き損じて破ったりするような事も一切なく、続けて一気に書いた。休むにしても2時間程で起き出して、夜中の何時であっても構う事は無かった[36]。
- 机の上では書き物をせず、畳の上で何も敷かずに描いていた。手紙を書く時も座布団を除けて畳の上へ巻き紙を置き、座って書いた。若いうちは机にしたりテーブルにしていたが、晩年は足の具合が悪いので畳だった[36]。
- 本を読んだり書き物をしている時は八畳の離れで過ごし、そこから一切出る事が無かった。「飯も言うてくるな」と自分に食事をさせるなと言ったが、そのうち出てきて「今朝から飯食ったか」と食べたかどうかさえ覚えていない程、没頭していた[36]。
- 夏は離れの部屋でうたた寝する程度の就寝習慣で、蚊帳に入って寝たことがなく、大抵は起きて過ごしていた。このような睡眠時間であっても3日くらいは大丈夫だった[36]。
- 熊楠が飼っていた亀は2001年（平成13年）7月まで生きていた。正確な年齢はわからないものの、100歳程といわれる。
- 1941年（昭和16年）11月2日、海南市藤白にいる熊弥に、『日本動物図鑑』を届けたことが日記にある。11月16日、『今昔物語』上巻（辻本尚古堂、1896年、江戸時代の井沢長秀注本を活字にしたもの）に「此今昔物語二冊、代金三円、昭和十六年一月十六日東京神田神保町一誠堂書店より購収、娘文枝ニ与フル者也、南方熊楠」と書き入れた。12月8日の真珠湾攻撃の報道を知っていたかどうか、当日には何の記載もない[45]。
- 大英博物館の図書館で閲覧者に人種差別発言を受けた熊楠は大勢の前で頭突きを喰らわせ3か月の入館禁止となった。1年後に再度同じ者を殴打したため博物館から追放されたが、学才を惜しむ有力イギリス人たちから嘆願書が出され復職した。
- 電灯が嫌いで常に提灯を使用していたが、ある時、本棚へかけて燃えだすぼやを起こしてしまい、これをきっかけに電灯を使うようになった[36]。
- 熊楠が昼寝中に来客があった時の事、留守だと言うのだが伸ばした両足が玄関から見え、居留守だと分かっていた。客が「本当なのですか」と尋ねると「本人自身でそう言ってるので間違いなし」と答えるので家の者たちは冷や汗をかいた[36]。
- ストーブは無かったため、妻はいつ熊楠が起きてもいいように火鉢に炭団をくべて暖をとり、お茶はいつでも沸いているようにしていた[36]。
- 風呂から上がっても濡れた体を拭くこともせず浴衣も着ずに裸でいたので、妻が風呂から台所までゴザを敷き詰めていた。寒い日でも変わらずに同じ行動をしていた[36]。

## 著作

### 生前刊行本
- 『南方二書』柳田國男編（私家版小冊子） 1911年
- 『南方閑話』坂本書店 1926年 doi:10.11501/1881296
- 『南方随筆』岡書院 1926年 doi:10.11501/1871244
- 『続南方随筆』岡書院 1926年 doi:10.11501/981768

### 全集・選集・日記
- 『南方熊楠全集』全12巻 乾元社 1951〜1952年
- 『南方熊楠全集』全10巻別巻2 平凡社 1971〜1975年
- 『南方熊楠選集』全6巻別巻1 平凡社 1984年
- 『南方熊楠日記』全4巻 長谷川興蔵編、八坂書房[46] 1987〜1989年

### 書簡集
- 『南方熊楠書簡集』紀南文化財研究会編、紀南文化財研究会（紀南郷土叢書・第11輯） 1981年 doi:10.11501/12289493
  - 増補版1988年
- 『南方熊楠書簡抄 宮武省三宛』笠井清編、吉川弘文館 1988年
- 『南方熊楠書簡 盟友毛利清雅へ』中瀬喜陽編、日本エディタースクール出版部 1988年
- 『門弟への手紙 上松蓊へ』中瀬喜陽編、日本エディタースクール出版部 1990年
- 『竹馬の友 小笠原誉至夫宛書簡』長谷川興蔵・小笠原謙三編、八坂書房 1993年
- 『南方熊楠書翰 高山寺蔵 土宜法龍宛1893-1922』奥山直司・雲藤等・神田英昭編、藤原書店 2010年
- 『キノコ四天王 樫山嘉一宛南方熊楠書簡』吉川壽洋編、南方熊楠記念館 2011年

### 往復書簡集
- 『柳田国男・南方熊楠 往復書簡集』飯倉照平編、平凡社 1976年／平凡社ライブラリー（上・下） 1994年
- 『南方熊楠・土宜法竜 往復書簡』中瀬喜陽・長谷川興蔵編、八坂書房 1991年
- 『南方熊楠男色談義 岩田準一 往復書簡』長谷川興蔵・月川和雄編、八坂書房 1991年
- 『南方熊楠・リスター往復書簡』 山本幸憲編、南方熊楠邸保存顕彰会 1994年
- 『南方熊楠・平沼大三郎 往復書簡〈大正15年〉』南方熊楠顕彰館（南方熊楠資料叢書） 2007年
- 『南方熊楠・小畔四郎 往復書簡（全4巻）』南方熊楠顕彰館（南方熊楠資料叢書） 2008〜2011年

### 著作（編者版）
- 『南方熊楠随筆集』益田勝実編、筑摩書房〈筑摩叢書〉 1968年／ちくま学芸文庫 1994年
- 『十二支考』全3巻 飯倉照平校訂、平凡社東洋文庫 1972〜73年、ワイド版2006年
- 『南方熊楠文集』全2巻 岩村忍編、平凡社東洋文庫 1979年、ワイド版2006年
- 『熊楠漫筆 南方熊楠未刊文集』飯倉照平・鶴見和子・長谷川興蔵編、八坂書房 1991年
- 『南方熊楠コレクション』全5巻 中沢新一編・解説、河出書房新社〈河出文庫〉 1991〜92年、新装版2015年
I 南方マンダラ、II 南方民俗学、III 浄のセクソロジー、IV 動と不動のコスモロジー、V 森の思想
- 『十二支考』（上・下）宮田登解説、岩波文庫 1994年、ワイド版2003年
- 『南方熊楠 珍事評論』長谷川興蔵・武内善信校訂、平凡社 1995年
- 『南方熊楠 履歴書 ほか』〈人間の記録84〉日本図書センター 1999年

### 英文著作（編訳版）
- 『南方熊楠英文論考 「ネイチャー」誌篇』 飯倉照平監修・松居竜五・田村義也・中西須美訳、集英社 2005年
- 『南方熊楠英文論考 「ノーツ　アンド　クエリーズ」誌篇』 飯倉照平監修・松居竜五・田村義也・中西須美・志村真幸・南條竹則・前島志保訳、集英社 2014年[47]

### 復刻版
- 『南方随筆』萩原星文館 1943年 doi:10.11501/1872267
- 『南方随筆 正・続』復刻版 沖積舎 1992年
- 『南方二書 原本翻刻』南方熊楠邸保存顕彰会 2006年

### 資料・目録
- 『南方熊楠菌誌』第1・2巻 小林義雄編・解説、八坂書房 1987-89年 ※熊楠の英文記載・和文解説
  - 『南方熊楠菌誌』第1巻〜第5巻 同上、南方熊楠記念館 1989-96年 ※改訂版
- 『南方熊楠菌類彩色図譜百選』小林義雄編、学伸社エンタプライズ 1989年 doi:10.11501/12870970
- 『南方熊楠記念館蔵品目録 資料・蔵書篇』南方熊楠記念館 1998年
- 『南方熊楠変形菌標本目録』萩原光博編、南方熊楠顕彰館 1999年

- 『南方熊楠邸蔵書目録』南方熊楠資料研究会編、南方熊楠邸保存顕彰会 2004年
- 『南方熊楠邸資料目録』南方熊楠資料研究会編、南方熊楠邸保存顕彰会 2005年
- 『南方熊楠プレパラート標本目録』萩原光博編、南方熊楠顕彰館 2005年
- 『南方熊楠菌類図譜』ワタリウム美術館編・萩原博光解説、新潮社 2007年 ※120枚を厳選。

## 評価・顕彰

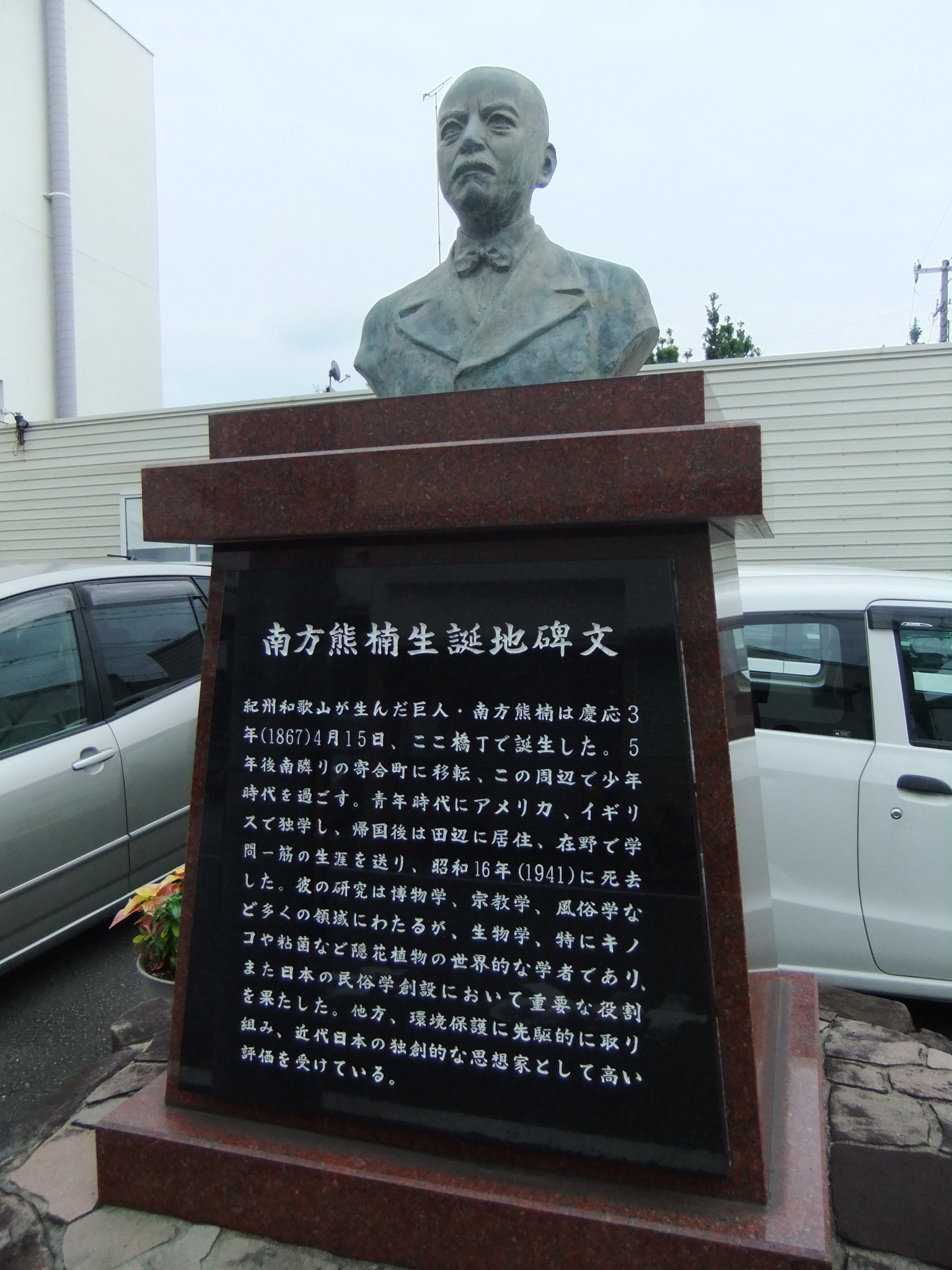
橋丁にある熊楠の胸像

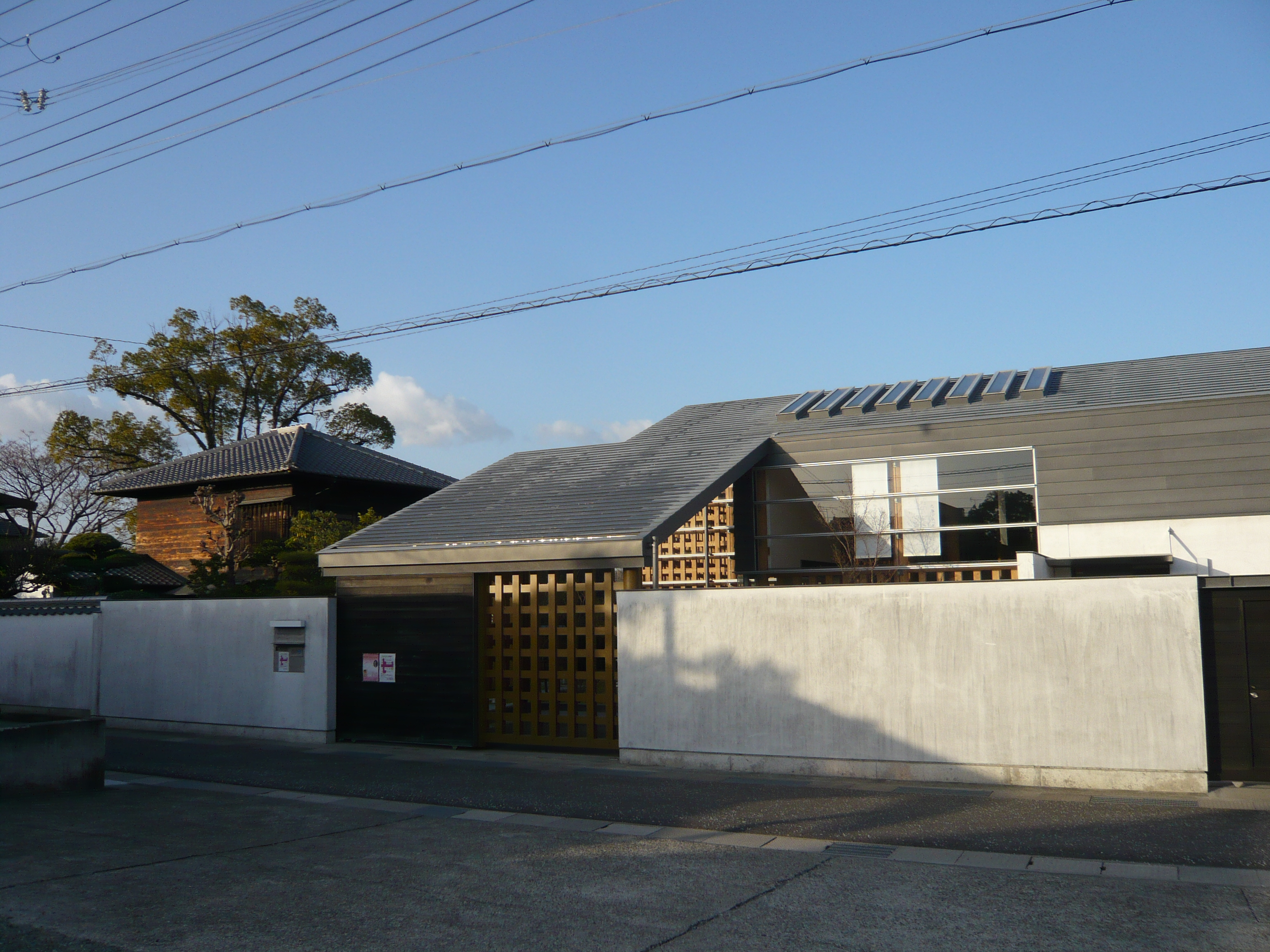
南方熊楠顕彰館（和歌山県田辺市）

- 1946年秋に満州より引揚帰国した岡田桑三は、渋沢敬三に南方熊楠顕彰事業開始を働きかけ、およそ1年後の1947年10月、熊楠と親交のあった杉村楚人冠の子息で朝日新聞記者であった杉村武の尽力で、朝日新聞社会議室で渋沢の呼びかけによるミナカタソサエティ準備会が開催され、渋沢が会長に、岡田が代表幹事に指名された。昭和天皇が、1948年に渋沢に熊楠の標本の現状を質したことも、ソサエティによる戦後初期の顕彰活動にはずみをつけた。ソサエティによる活動成果には、乾元社版「南方熊楠全集」の編纂・刊行と「ミナカタ・クマグス展」1951年の開催が挙げられる。
- 1962年（昭和37年）5月、白浜町を行幸した昭和天皇は御宿所の屋上から神島を眺めて御製「雨にけぶる 神島を見て 紀伊の国の 生みし南方熊楠を思ふ」を詠んでいる。これは、昭和天皇が民間人を詠んだ最初の歌であった。この歌碑は、白浜町の南方熊楠記念館のある番所山に建てられている。
- 1965年（昭和40年）4月、白浜町の絶景の地である「番所山」に、熊楠の娘婿である岡本清造（日本大学経済学部教授・水産経済学者）や地元関係者の尽力により「南方熊楠記念館」が開館、主要な遺品、資料が展示されている（運営は公益財団法人南方熊楠記念館）。
- 1980年代に入り南方再評価の動きが生じ、1987年（昭和62年）地元和歌山県田辺市では、熊楠の業績を顕彰し、あわせてその終の栖となった旧邸を保存することを目的として、1987年（昭和62年）6月に「南方熊楠邸保存顕彰会（現・南方熊楠顕彰会）」が発足、1989年（平成元年）から募金活動を展開した。田辺市は、顕彰会が集めた寄附金とふるさと創生資金を基金として積み立て、その利息を財源として邸内の資料の調査研究（南方熊楠邸資料研究会）や整理保存、南方熊楠賞の制定・実施、南方を訪ねての開催、南方邸の公開等、熊楠の業績を顕彰する事業を南方熊楠邸保存顕彰会とともに官民協働で実施した。2000年（平成12年）に長女文枝が亡くなった後、その遺志によって旧邸と蔵書・資料はすべて田辺市に遺贈された。これを契機として、熊楠の遺産を恒久的に保存し、その思想および学問活動に関する調査・研究を行うとともに、その成果を発信するための拠点として旧邸の隣地に南方熊楠顕彰館を建設、旧邸を熊楠存命時のすがたに改修した。その建設・改修資金には基金が充てられた。なお、熊楠没後邸内に残されていた資料は、遺族の段階で、一部が南方熊楠記念館に、高等植物標本を除く植物標本は国立科学博物館植物研究部に移管されたが、高等植物標本とほとんどの蔵書・資料は南方熊楠顕彰館が引き継いでいる。
- 出生地和歌山市では、橋丁の生誕の地に南方熊楠の胸像を建てている。
- 1990年に週刊少年漫画誌である『週刊少年ジャンプ』において、岸大武郎により『てんぎゃん -南方熊楠伝-』というタイトルで、熊楠の半生がその奇行・暴れぶりから研究現場での苦闘まで鮮やかに漫画化された。本作は実娘である文枝からも好評で、熊楠の自宅に小学生が見学に訪れるなど反響もあったものの、編集担当者であった椛島良介の異動などにより、第2部の準備までできていたが、あえなく第一部で終了となった[48]。
- 2017年は南方熊楠生誕150年となり、田辺市は熊楠の功績をたたえ名誉市民の称号を贈ることとなった[49][50]。

## 家族

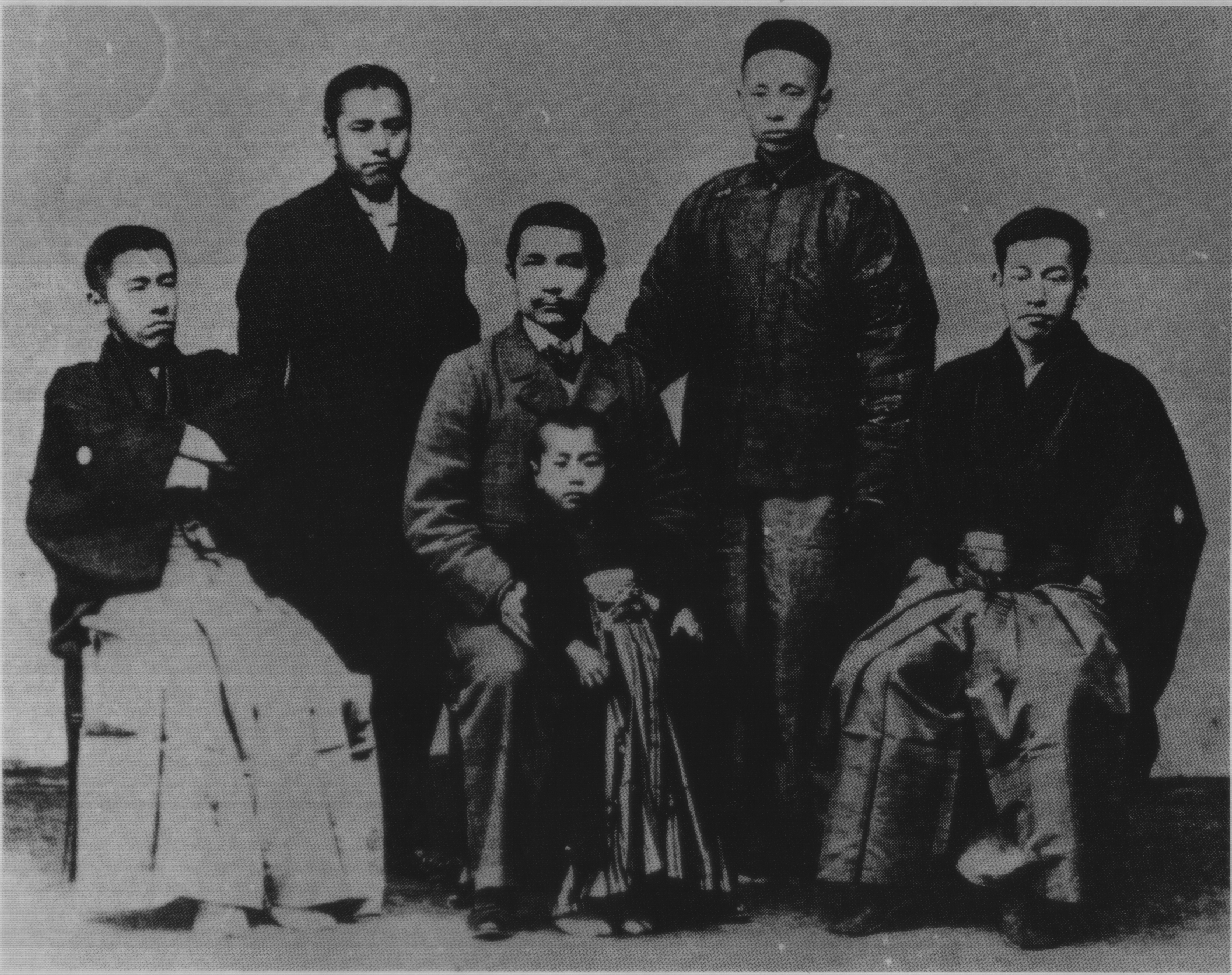
熊楠（後列左）と孫文（中央）。孫文の両脇に熊楠の弟たち、孫文の前に熊楠の甥。後列右は横浜華僑の温炳臣

- 父：南方弥右衛門（1829-1892） - 南方酒造（現：世界一統）創業者[51]。入野村（現川辺町入野）の向畑庄兵衛の次男で、南方家の娘と結婚し、南方弥兵衛となる[52]。南方家は雑賀屋（さいかや）と呼ばれた商家で、西南戦争の好況で巨利を得、和歌山県で5番目といわれる資産家[53]。妻に先立たれ、熊楠たちの母となる西村すみと再婚。長男に家督を譲ったのち弥右衛門を名乗る。明治17年（1884年）に南方酒造（のち世界一統）を創業、明治23年（1888年）に三男が継承。
- 母：すみ - 旧姓西村。紀州藩医師徳田諄庵の遠縁[52]。
- 兄：藤吉（1859-1924） - 明治11年（1878年）より家督を継ぎ弥兵衛を名乗る。好色気ままのため破産するだろうという父親の予言通り、妾を5人囲い、相場に手を出して明治30年に破産し、弟・常楠の世話になる（『南方熊楠 履歴書（矢吹義夫宛書簡）』より）[54][55]。
- 姉：垣内くま(1864-1924) - 東京小石川の垣内家に嫁ぐ。熊楠によると、和歌山で有数の美女。三味線を引きながら頓死[52]
- 弟：常楠（1870-1954） - 世界一統第2代社長。東京専門学校（現早稲田大学）卒。父親から自分の跡を継ぐべき者と信頼され、父没後本家として酒造を継ぐ[54]。熊楠には長兄の破産の影響で困窮し仕送りできなくなったとしていたが、のちにそれが嘘であり、熊楠の分の遺産まで使っていたことがわかり、熊楠を嘆かせた（『南方熊楠 履歴書（矢吹義夫宛書簡）』より）[56][57]。常楠側は海外留学中の支援で熊楠分の遺産は使い果たしたという理解であり、研究ばかりで稼ぎのない兄に不満があったとされる[58]。和歌山市会議員。妻・ます（旧姓中野）との間に2児。
- 妹：藤枝（1872-1887） - 16歳で夭折
- 弟：西村楠次郎（1876-1921）
- 妻：松枝（1876-1921） - 鬪雞神社の社司・田村宗造の四女で、明治39年（1906年）に結婚、娘とともに晩年の熊楠を助けて『菌類図譜』などの研究活動を手伝った[59]。
- 長男：熊弥（1907-1960） - 1907年（明治40年）6月24日生まれる。幼名・蟇六。旧制高知高校受験中に精神病を発症し、50代半ば（1960年）で死去[60]。
- 長女：文枝（1911-2000） - 1911年（明治44年）10月13日生まれる。1946年（昭和21年）に岡本清造と結婚する。2000年（平成12年）没[61]。

### 子孫
長男の熊弥、長女の文枝ともに子がいなかったため、熊楠直系の子孫は途絶えた。熊楠の実弟である常楠の家系は、世界一統という造り酒屋として現在も続いている。

## 主要論文
- 涅齒に就て 東京人類學會雜誌 Vol.23 (1907-1908) No.270 p.446-452, doi:10.1537/ase1887.23.446
- 本邦産粘菌類目録 植物学雑誌 Vol.22 (1908) No.260 p.317-323, doi:10.15281/jplantres1887.22.260_317
- 本邦に於ける動物崇拜追加 東京人類學會雜誌 Vol.26 (1910-1911) No.296 p.63-65, doi:10.1537/ase1887.26.63
- 山神「オコゼ」魚を好むと云ふ事 東京人類學會雜誌 Vol.26 (1910-1911) No.299 p.189-196, doi:10.1537/ase1887.26.189
- 西暦九世紀の支那書に載たる「シンダレラ」物語 異れる民族間に存する類似古話の比較研究 東京人類學會雜誌 Vol.26 (1910-1911) No.300 p.215-228, doi:10.1537/ase1887.26.215
- 秘魯國に漂着せる日本入 人類學雜誌 Vol.28 (1912-1913) No.10 p.559-561, doi:10.1537/ase1911.28.559
- 訂正本邦産粘菌類目録 植物学雑誌 Vol.27 (1913) No.321 p.407-417, doi:10.15281/jplantres1887.27.321_407
- 厠神 人類學雜誌 Vol.29 (1914) No.5 p.169-174, doi:10.1537/ase1911.29.169
- 詛言に就て 人類學雜誌 Vol.30 (1915) No.4 p.137-144, doi:10.1537/ase1911.30.137
- 一枚齒―齒が生た産れ兒 人類學雜誌 Vol.30 (1915) No.11 p.417-425, doi:10.1537/ase1911.30.417
- 眼と吭に佛有りと云ふ事 人類學雜誌 Vol.31 (1916) No.2 p.47-49, doi:10.1537/ase1911.31.47
- 山の神に就て 人類學雜誌 Vol.32 (1917) No.5 p.141-143, doi:10.1537/ase1911.32.5_141
- 親の言葉に背く子の話 人類學雜誌 Vol.33 (1918) No.1 p.19-22, doi:10.1537/ase1911.33.19
- 西神と十二獣に就て 人類學雜誌 Vol.34 (1919) No.8 p.251-260, doi:10.1537/ase1911.34.251
- 現今本邦ニ産スト知レタ粘菌種ノ目録 植物学雑誌 Vol.41 (1927) No.482 p.41-47, doi:10.15281/jplantres1887.41.41

## 南方熊楠を題材とした作品
「南方熊楠顕彰会」関係者を中心に「熊楠日記」等の研究や評伝が刊行されている。

### 評伝・評論
- 『新潮日本文学アルバム58 南方熊楠』神坂次郎編・評伝、新潮社、1995年 - 写真多数の入門書。
- 『南方熊楠アルバム』中瀬喜陽・長谷川興蔵編[注釈 6]、八坂書房、1990年、新装版2004年
- 『南方熊楠 森羅万象に挑んだ巨人』中瀬喜陽監修、平凡社〈別冊太陽 日本のこころ〉、2012年
- 『南方熊楠 人と思想』飯倉照平編、平凡社、1974年 doi:10.11501/12191029 - 基本文献
- 『南方熊楠百話』飯倉照平・長谷川興蔵[62]編、八坂書房、1991年
- 飯倉照平『南方熊楠 梟のごとく黙坐しおる』ミネルヴァ書房〈日本評伝選〉、2006年
- 中瀬喜陽編著『南方熊楠、独白 熊楠自身の語る年代記』河出書房新社、1992年
- 中瀬喜陽『覚書 南方熊楠』八坂書房、1993年
- 南方文枝 『父 南方熊楠を語る』聞き手谷川健一、日本エディタースクール、1981年 doi:10.11501/12197237
  - 南方（岡本）文枝『素顔の南方熊楠』谷川健一[注釈 7]・中瀬喜陽編、朝日文庫（改訂版）、1994年
  - 『父を語る 柳田国男と南方熊楠』 谷川健一編、冨山房インターナショナル（増補版）、2010年
- 岡本清造『岳父・南方熊楠』飯倉照平・原田健一編、平凡社、1995年
- 松居竜五・ワタリウム美術館編『クマグスの森―南方熊楠の見た宇宙』新潮社〈とんぼの本〉、2007年
- 進士五十八 「南方熊楠 博物学者」『学術の動向』Vol.11 (2006) No.9 P3, doi:10.5363/tits.11.9_3
- 三好正史 「明治人の語学力」『近代日本の創造史』Vol.4 (2007) P38-39, doi:10.11349/rcmcjs.4.38

### 小説
- 佐藤春夫『近代神仙譚 南方熊楠』 乾元社、1952年 / 河出文庫、2017年
- 神坂次郎『縛られた巨人 南方熊楠の生涯』 新潮社、1987年 / 新潮文庫、1991年
- 津本陽『巨人伝』 文藝春秋、1989年 / 文春文庫（上下）、1992年。大河評伝小説
- 阿井景子『超人 十八か国語に通じた南方熊楠と妻』 講談社 1985年 doi:10.11501/12469351。改題『花千日の紅なく 南方熊楠と妻』 集英社文庫 1989年
- 東郷隆『名探偵クマグスの冒険』集英社、2008年。ロンドン時代の熊楠の活躍を描く
- 山田風太郎「風の中の蝶」-『明治波濤歌』に収録。新潮社、河出文庫、ちくま文庫ほか
- 千秋寺亰介（飛鳥昭雄）「怨霊記」シリーズ、徳間書店
- 柴田勝家『ヒト夜の永い夢』ハヤカワ文庫JA、2019年。

パラレルワールドの日本が舞台。昭和2年、南方熊楠は、他の在野の科学者と一緒に新天皇即位の記念行事のため、思考する自動人形を作ることに。完成した自動人形は少女の外形と思考する粘菌を頭脳に持ち、「天皇機関」と名付けられるが・・・
- 岩井圭也『われは熊楠』文藝春秋、2024年

南方熊楠が脇役として登場
- 矢作俊彦＋司城志朗『海から来たサムライ』角川書店
  - 全面改稿・改題し『サムライ・ノングラータ』ソフトバンク文庫
- 江戸川乱歩 「緑衣の鬼」。松村喜雄『乱歩おじさん 江戸川乱歩論』（晶文社、1992年）157頁より

この作品に登場する在野の粘菌学者夏目菊太郎は熊楠をモデルにしている。
- 辻真先『超人探偵南方熊楠』光文社文庫、1996年

### 漫画
- 水木しげる『猫楠』 講談社（上下）、1992年。角川文庫ソフィア、1996年、講談社〈水木しげる漫画大全集080〉、2014年
- 岸大武郎『てんぎゃん -南方熊楠伝-』 集英社、1991年
- 内田春菊『クマグスのミナカテラ』 新潮文庫、1999年
- 荒俣宏監修 / シナリオ・千葉幹夫 / 画・みやぞえ郁雄『南方熊楠 自然を愛した人間博物館』
小学館版学習まんが人物館、1996年、ISBN 4-09-270104-7
- シナリオ・亀井宏 / 画・小島利明『狂気か天才か 南方熊楠 エコロジーの先駆者』
コミック巨人再発見1・三友社出版、1995年
- 長谷邦夫『南方熊楠 永遠なるエコロジー曼荼羅の光芒 民話・粘菌・密教』
Diamond comics コミック世紀の巨人・ダイヤモンド社 1992年

### 映画
- 山本政志監督『熊楠・KUMAGUSU』（主演渡辺哲、町田町蔵、出演泉谷しげる・室井滋ほか、1991年6月に撮影開始、10月完成予定であったが資金難で中止。2007年10月、弁慶映画祭においてパイロット版を上映）
- 神坂次郎企画・製作・脚本『南方熊楠・その人と生涯』（教育映画）

### 浪曲　CD
- 玉川太福「熊楠、いざ、ロンドン参上！」作 行田憲司　曲師 玉川みね子　誠文社 岡本企画
- 玉川太福「柳田国男　いざ、熊楠邸参上！」作 行田憲司　曲師 玉川みね子　誠文社 岡本企画

### DVD
- 『学問と情熱 南方熊楠 萃点は見えたか…』 紀田順一郎（総合監修）、室田日出男（ナレーター） 紀伊國屋書店
DVDは下記をタイトル改題し、廉価再版した。
- 元版：谷川健一監修『ビデオ評伝シリーズ 第1巻 南方熊楠 学問と情熱』 紀伊國屋書店 1997年

## 関連文献
単行本
- 中山太郎『学界偉人南方熊楠』冨山房、1943年
- 平野威馬雄『博物学者 南方熊楠の生涯』牧書房、1944年
  - 新版『大博物学者　南方熊楠の生涯』 リブロポート、1982年
- 平野威馬雄『くまぐす外伝』濤書房、1972年／誠文図書、1982年／ちくま文庫、1991年 - 読み易い評伝
- 笠井清『南方熊楠』 吉川弘文館〈人物叢書〉、1967年、新装版 1985年 ISBN 9784642050142、オンデマンド版 2022年 ISBN 	9784642750141
- 同『南方熊楠 人と学問』 吉川弘文館、1980年　NCID:BN00382853
- 同『南方熊楠 親しき人々』 吉川弘文館、1982年 NCID:BN00395946
- 同『南方熊楠外伝』 吉川弘文館、1986年 ISBN 4642072616　NCID:BN00753128
- 鶴見和子編著『日本民俗文化大系（4） 南方熊楠－地球志向の比較学』 講談社、1978年
  - 『南方熊楠　地球志向の比較学』 講談社学術文庫、1981年。上記解説を増訂
  - 『コレクション鶴見和子曼荼羅（5） 南方熊楠のコスモロジー』 藤原書店、1998年。上記を改訂収録
- 鶴見和子『南方熊楠 萃点の思想　未来のパラダイム転換に向けて』 藤原書店、2001年、新版2021年。巻末に松居竜五と対談「南方曼陀羅をめぐって」
- 松居竜五編『南方熊楠の謎　鶴見和子との対話』 藤原書店、2015年[注釈 8]
- 松居竜五『南方熊楠 一切智の夢』朝日選書、1991年
- 松居竜五『南方熊楠　複眼の学問構想』慶應義塾大学出版会、2016年
- 松居竜五『熊楠さん、世界を歩く。冒険と学問のマンダラへ』岩波書店、2024年
- 中沢新一『森のバロック』せりか書房、1992年／講談社学術文庫（抄版）、2006年
- 中沢新一『熊楠の星の時間』講談社選書メチエ、2016年 - 第26回南方熊楠賞記念出版
- 高沢明良『南方熊楠物語　信念を貫いた自由人の生涯』評伝社、1991年 - 中高生向けの伝記
- 高橋康雄『心に不思議あり 南方熊楠 人と思想』 JICC出版局、1992年 - 中高年生向けの研究
- 保永貞夫『南方熊楠 自然保護のさきがけ』 講談社火の鳥伝記文庫、1993年 - 中高生向けの伝記
- 仁科悟朗『南方熊楠の生涯』 新人物往来社、1994年
- 米山俊直『クニオとクマグス』 河出書房新社、1995年
- 近藤俊文『天才の誕生 あるいは南方熊楠の人間学』岩波書店、1996年
- 飯倉照平『南方熊楠 森羅万象を見つめた少年』岩波ジュニア新書、1996年 - 中高生向けの伝記
- 後藤正人『南方熊楠の思想と運動』 世界思想社、2002年
- 千田智子『森と建築の空間史 南方熊楠と近代日本』 東信堂、2002年
- 原田健一『南方熊楠 進化論・政治・性』 平凡社、2003年
- 神坂次郎『南方熊楠の宇宙 末吉安恭との交流』 四季社、2005年
- 橋爪博幸『南方熊楠と「事の学」』鳥影社、2005年
- 武内善信『闘う南方熊楠　「エコロジー」の先駆者』勉誠出版、2012年
- 飯倉照平『南方熊楠の説話学』勉誠出版、2013年
- 唐澤太輔『南方熊楠の見た夢』勉誠出版、2014年
- 唐澤太輔『南方熊楠　日本人の可能性の極限』中公新書、2015年
- 唐澤太輔×石井匠 対話『南方熊楠と岡本太郎　知の極北を超えて』以文社、2024年
- 杉山和也『南方熊楠と説話学』平凡社〈ブックレット 書物をひらく〉、2017年
- 環栄賢『密教的世界と熊楠』春秋社、2018年
- 鎌田東二『南方熊楠と宮沢賢治　日本的スピリチュアリティの系譜』平凡社新書、2020年
- 安藤礼二『熊楠　生命と霊性』河出書房新社、2020年
- 伊藤慎吾・飯倉義之・広川英一郎『怪人熊楠、妖怪を語る』三弥井書店、2019年
- 伊藤慎吾『南方熊楠と日本文学』勉誠出版、2020年
- 志村真幸『熊楠と幽霊』集英社インターナショナル新書、2021年
- 志村真幸『未完の天才 南方熊楠』講談社現代新書、2023年
- 志村真幸『南方熊楠の生物曼荼羅』三弥井書店、2024年
- 嶋本隆光『南方熊楠と猫とイスラーム』京都大学学術出版会「学術選書」、2023年
- 戸矢学『熊楠の神　熊野異界と海人族伝説』方丈社、2022年
- 荒俣宏・環栄賢編『南方熊楠の図譜』青弓社、1991年12月 - 全9名の論考
- 『新文芸読本 南方熊楠』河出書房新社、1993年4月 - 南方熊楠小伝ほか全8章
- 『南方熊楠を知る事典』講談社現代新書、1993年4月 - 松居竜五・中瀬喜陽ほか編
- 松居竜五・岩崎仁編『南方熊楠の森』方丈堂出版、2005年12月 - CD-ROM付き
- 『南方熊楠　開かれる巨人』河出書房新社、2017年11月 - 論考集
- 『南方熊楠とアジア』勉誠出版〈アジア遊学144〉、2011年 - 執筆者は小峯和明ほか23名
- 『南方熊楠大事典』松居竜五・田村義也編、勉誠出版、2012年

雑誌特集
- 『太陽 特集 奇想天外な巨人、南方熊楠』1990年11月号　平凡社
  - ムック『南方熊楠　奇想天外の巨人』平凡社〈コロナブックス〉 1995年10月
- 『特集 南方熊楠　現代思想』 1992年7月号　青土社
- 『特集 南方熊楠　ユリイカ 詩と批評』 2008年1月号　青土社
- 『國文學 特集 南方熊楠「ナチュラルヒストリーの文体」』 2005年8月号　学燈社
- 『科学 特集 南方熊楠「森の巨人がまいた胞子」』2013年8月号　岩波書店
- 『kotoba　特集 南方熊楠 「知の巨人」の全貌』2015年春号　集英社